# Gimme

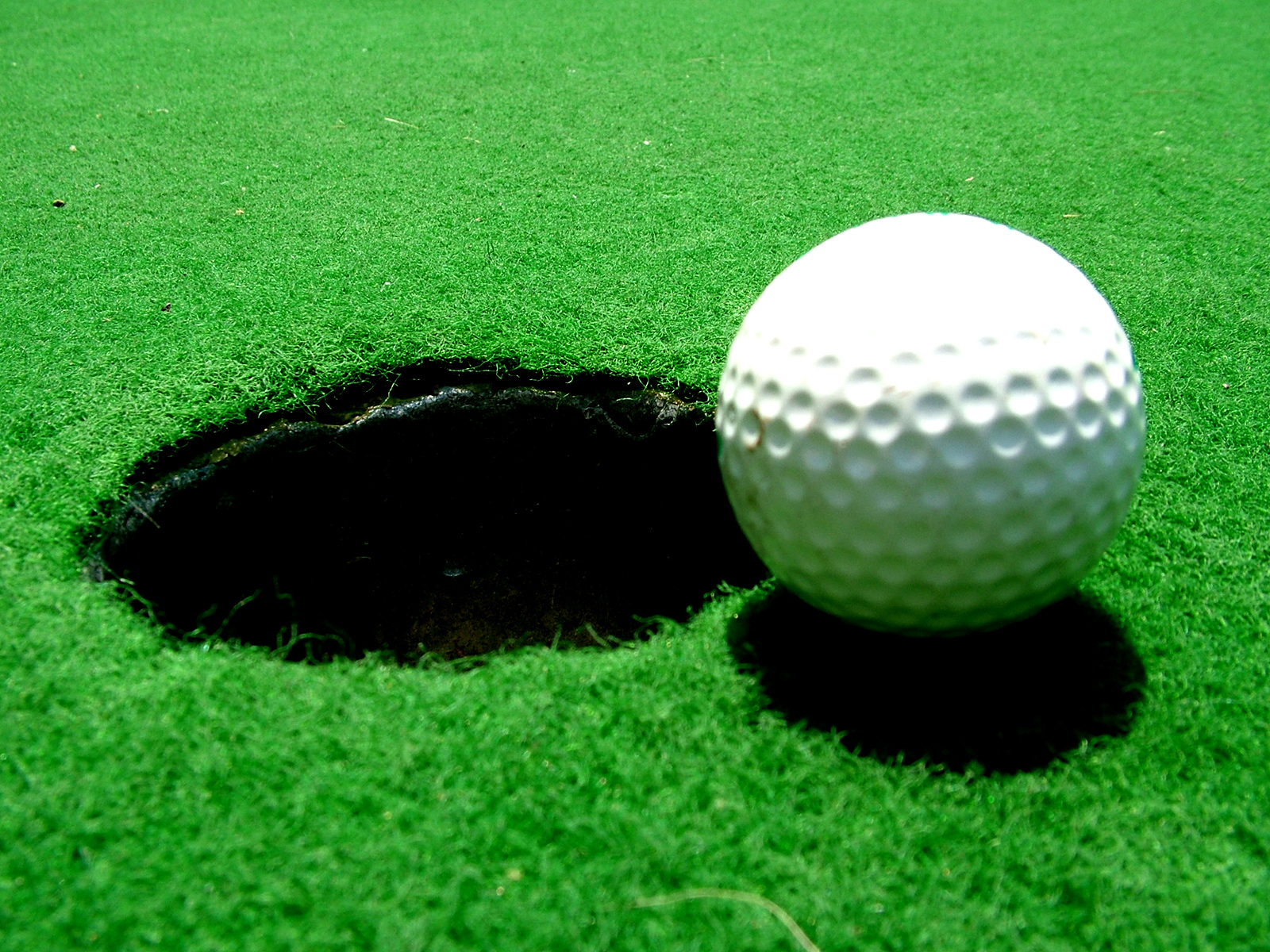
Golfball ganz knapp vor dem Loch, eine mögliche Gimme-Situation

Als Gimme wird ein Schlag im Golfsport bezeichnet. Alternativ wird auch die deutschsprachige Bezeichnung Geschenkter Putt verwendet. Der Name Gimme ist die Verkürzung des englischen give (it to) me, zu Deutsch gib es mir.

## Beschreibung
Als Gimme wird eine Vereinbarung zwischen den Golfspielern bezeichnet, einen Putt nicht mehr ausführen zu müssen, wenn der Ball so nah an das Loch gespielt wurde, dass der Gegner des Spielenden es diesem zutraut, mit dem nächsten Schlag definitiv einzulochen. Der Gimme wird zwar nicht als Schlag ausgeführt, aber trotzdem wie ein normaler Putt gezählt. Durch das Gewähren eines Gimmes kann die Dauer der Partie verkürzt werden.
Gimmes sind gemäß Regel 1.1 im Zählspiel nicht gestattet, und sind lediglich im Lochspiel vorgesehen.

## Sonstiges
Beim Solheim Cup 2015 in St. Leon-Rot in Baden-Württemberg kam es zu einem Zwischenfall, der als „Gimme-Skandal“ rezipiert wurde. Bei einem Vierball-Spiel, in dem Charley Hull (England) und Suzann Pettersen (Norwegen) gegen Allison Lee und Brittany Lincicome (beide USA) antraten, kam es beim 17. Loch dazu, dass Lees Ball ganz kurz vor dem Loch liegen blieb. Da während der Partie bereits auf beiden Seiten mehrere Gimmes gewährt wurden, ging Lee davon aus, dass das auch an diesem Loch passiert, und hob ihren Ball auf. Daraufhin reklamierten jedoch Hull und Pettersen, sie hätten kein Gimme gewährt, und das Loch wurde gegen die US-Amerikanerinnen gezählt, die Europäerinnen gewannen die Partie.